# 贛州市
贛州市（かんしゅうし）は、中華人民共和国江西省に位置する地級市。

## 地理
江西省の南部に位置する。
隣接省市：
- 北部：江西省吉安市、撫州市
- 東部：福建省三明市、竜岩市
- 西部：湖南省郴州市
- 南部：広東省梅州市、河源市、韶関市

## 歴史
1999年7月に設立。

## 行政区画
3市轄区・2県級市・13県を管轄下に置く。
- 市轄区：
  - 章貢区・南康区・贛県区
- 県級市：
  - 瑞金市・竜南市
- 県：
  - 信豊県・大余県・上猶県・崇義県・安遠県・定南県・全南県・寧都県・于都県・興国県・会昌県・尋烏県・石城県

| 贛州市の地図 |
| --- |
| 章貢区 南康区 贛県区 信豊県 大余県 上猶県 崇義県 安遠県 竜南市 定南県 全南県 寧都県 于都県 興国県 会昌県 尋烏県 石城県 瑞金市 |

### 年表
この節の出典

#### 贛西南行政区贛州専区
- 1949年10月1日 - 中華人民共和国江西省贛西南行政区贛州専区が成立。贛州市・贛県・大庾県・安遠県・虔南県・崇義県・竜南県・信豊県・上猶県・南康県・定南県・尋鄔県が発足。(1市11県)
- 1950年6月9日 
  - 贛州市・贛県・大庾県・安遠県・虔南県・崇義県・竜南県・信豊県・上猶県・南康県・定南県が贛西南行政区に編入。
  - 尋鄔県が贛西南行政区寧都専区に編入。

#### 贛西南行政区瑞金専区
- 1949年10月1日 - 中華人民共和国江西省贛西南行政区瑞金専区が成立。広昌県・雩都県・石城県・会昌県・瑞金県・寧都県・興国県が発足。(7県)
- 1950年6月9日 - 贛西南行政区瑞金専区が贛西南行政区寧都専区に改称。

#### 贛西南行政区
- 1950年6月9日 - 贛西南行政区贛州専区贛州市・贛県・大庾県・安遠県・虔南県・崇義県・竜南県・信豊県・上猶県・南康県・定南県を贛西南行政区が直轄する。(1市10県)
- 1951年8月9日 - 贛州市・贛県・大庾県・安遠県・虔南県・崇義県・竜南県・信豊県・上猶県・南康県・定南県が贛州専区に編入。

#### 贛西南行政区寧都専区
- 1950年6月9日 - 贛西南行政区瑞金専区が贛西南行政区寧都専区に改称。(8県)
  - 贛西南行政区贛州専区尋鄔県を編入。
- 1951年8月9日 - 贛西南行政区寧都専区が寧都専区に改称。

#### 寧都専区
- 1952年10月8日 
  - 広昌県・石城県・寧都県が南城専区に編入。
  - 雩都県・会昌県・瑞金県・興国県・尋鄔県が贛州専区に編入。

#### 贛州専区(1951年-1954年)
- 1951年8月9日 - 贛西南行政区贛州市・贛県・大庾県・安遠県・虔南県・崇義県・竜南県・信豊県・上猶県・南康県・定南県を編入。贛州専区が成立。(1市10県)
- 1952年10月8日 - 寧都専区雩都県・会昌県・瑞金県・興国県・尋鄔県を編入。(1市15県)
- 1952年12月6日 - 南城専区石城県・寧都県を編入。(1市17県)
- 1954年5月 - 贛州市・贛県・大庾県・安遠県・虔南県・崇義県・竜南県・信豊県・上猶県・南康県・定南県・雩都県・会昌県・瑞金県・興国県・尋鄔県・石城県・寧都県が贛南行政区に編入。

#### 贛南行政区
- 1954年5月 - 贛州専区贛州市・贛県・大庾県・安遠県・虔南県・崇義県・竜南県・信豊県・上猶県・南康県・定南県・雩都県・会昌県・瑞金県・興国県・尋鄔県・石城県・寧都県を編入。贛南行政区が成立。(1市17県)
- 1954年6月23日 - 撫州専区広昌県を編入。(1市18県)
- 1956年11月26日 - 広東省汕頭専区興寧県の一部が尋鄔県に編入。(1市18県)
- 1957年2月9日 (1市18県)
  - 大庾県が大余県に改称。
  - 虔南県が全南県に改称。
  - 雩都県が于都県に改称。
  - 尋鄔県が尋烏県に改称。
- 1964年6月8日 - 贛南行政区が専区に移行し、贛州専区となる。

#### 贛州地区(1964年-1998年)
- 1970年7月10日 - 贛州専区が贛州地区に改称。(1市18県)
- 1983年7月27日 - 広昌県が撫州地区に編入。(1市17県)
- 1994年5月18日 - 瑞金県が市制施行し、瑞金市となる。(2市16県)
- 1995年3月7日 - 南康県が市制施行し、南康市となる。(3市15県)
- 1998年12月24日 - 贛州地区が地級市の贛州市に昇格。

#### 贛州市
- 1998年12月24日 - 贛州地区が地級市の贛州市に昇格。(1区2市15県)
  - 贛州市が区制施行し、章貢区となる。
- 2013年10月18日 (2区1市15県)
  - 南康市の一部が章貢区に編入。
  - 南康市が区制施行し、南康区となる。
- 2016年9月14日 - 贛県が区制施行し、贛県区となる。(3区1市14県)
- 2020年6月29日 - 竜南県が市制施行し、竜南市となる。(3区2市13県)

## 資源
タングステンの産出量は世界一であり、レアアースの産出量も世界第二位である。

## 交通

### 航空
- 贛州黄金空港（中国語版）

### 鉄道

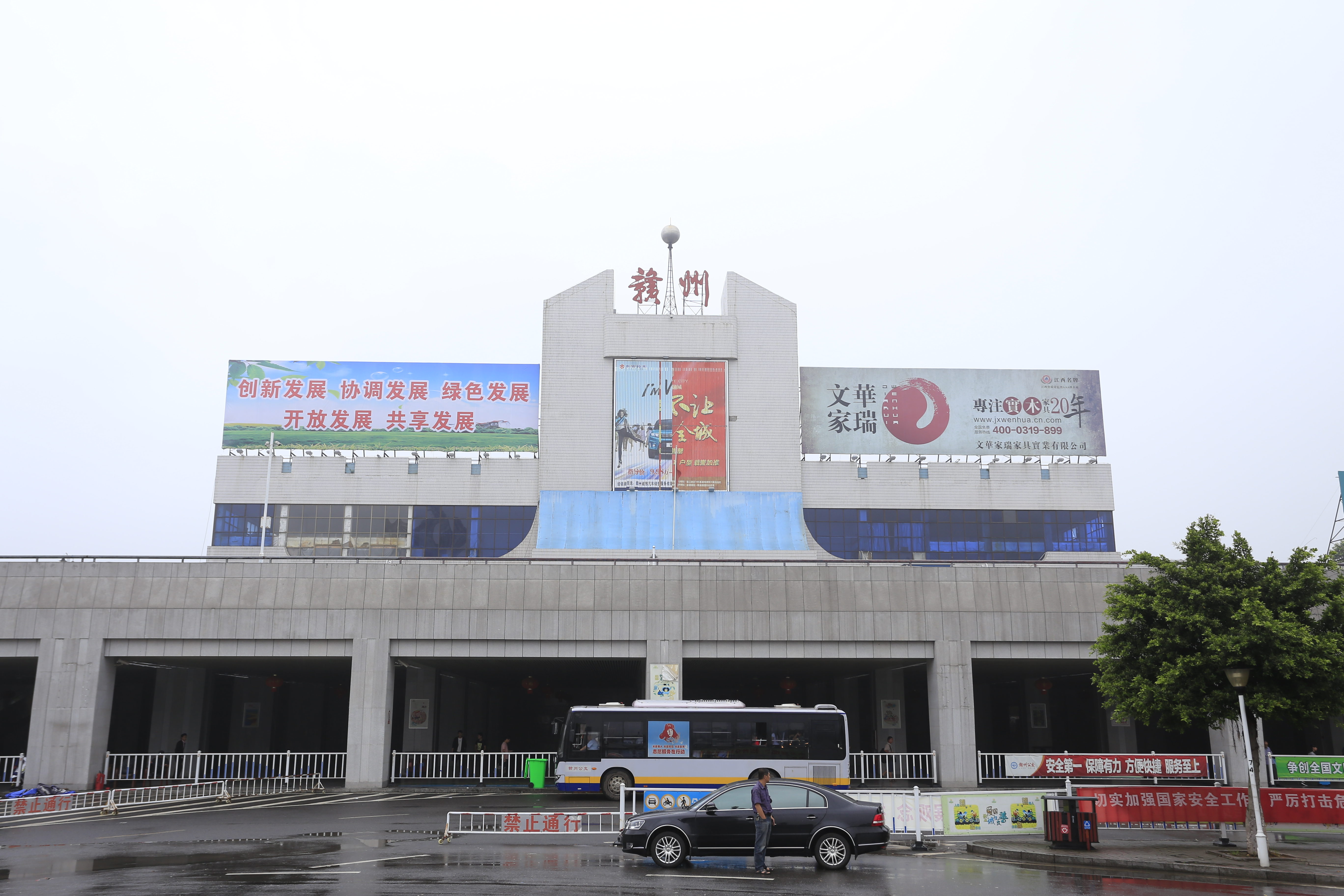
贛州駅駅舎

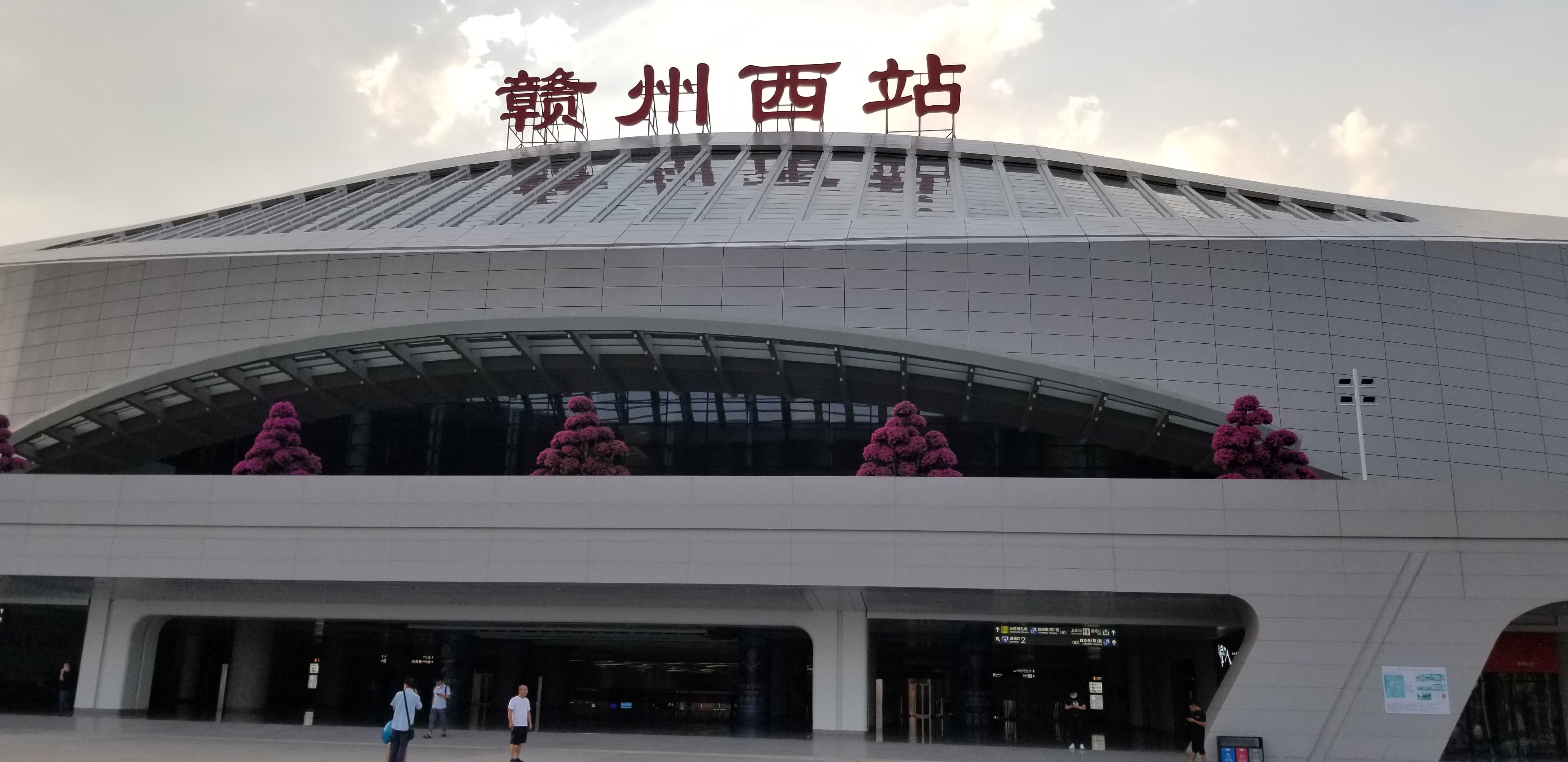
贛州西駅駅舎

- 中国国家鉄路集団
  - 昌贛旅客専用線（中国語版）
  - 贛深旅客専用線（中国語版）
  - 京九線
  - 贛瑞竜線（中国語版）
  - 贛韶線（中国語版）
  - 興泉線（中国語版）

### 道路
- 高速道路
  - 済広高速道路
  - 大広高速道路
  - 泉南高速道路
  - 厦蓉高速道路
  - 竜河高速道路
  - 南韶高速道路
  - S41 寧定高速道路
  - S80 尋信高速道路
  - S86 定南連絡道路
  - 贛州環状高速道路
- 国道
  - G105国道
  - G206国道
  - G319国道
  - G323国道

## 健康・医療・衛生
- 贛州市第五人民医院
- 贛州市人民医院
- 贛南医学院第一附属医院
- 贛南医学院第二附属医院
- 贛州市立医院
- 南康区第一人民医院、南康区人民医院、南康区中医院、南康区二医院（南康区）
- 贛県区人民医院（贛県区）

- 瑞金市人民医院、瑞金市中医院、瑞金市幼保院（瑞金市）
- 竜南市第一人民医院、竜南母子保健院、竜南中医院（竜南市）
- 信豊県人民医院、贛南医学院第二附属医院、信豊県母子保健院（信豊県）
- 大余県人民医院（大余県）
- 上猶県人民医院、上猶県中医院（上猶県）
- 崇義県人民医院、崇義県幼保院（崇義県）
- 安遠県人民医院（安遠県）
- 全南県人民医院、全南県中医院（全南県）
- 定南県第一人民医院、定南県人民医院（定南県）
- 興国県人民医院、興国県第二医院（興国県）
- 寧都県人民医院（寧都県）
- 于都県人民医院、于都県第二人民医院、于都県中医院、于都県母子保健院（于都県）
- 会昌県人民医院、会昌県母子保健院、会昌県中医院（会昌県）
- 尋烏県人民医院（尋烏県）
- 石城県人民医院、石城県中医院、石城県母子保健院（石城県）